# Dromiusina
Los dromiusinos (Dromiusina) son una subtribu de coleópteros adéfagos  perteneciente a la familia Carabidae.

## Géneros
Tiene los siguientes géneros:
- Afrodromius Basilewsky, 1958
- Astastus Peringuey, 1896
- Axinopalpus LeConte, 1848
- Barrymooreana Baehr, 1997
- Brachynopterus Bedel, 1898
- Brigalowia Baehr, 2006
- Calodromius Reitter, 1905
- Carbonellia Mateu, 1968
- Dromiops Peringuey, 1899
- Dromius Bonelli, 1810
- Dromoceryx Schmidt-Goebel, 1846
- Geoffreyella Baehr, 2012
- Klepteromimus Peringuey, 1898
- Mesolestes Schatzmayr, 1943
- Metadromius Bedel, 1907
- Microdaccus Schaum, 1864
- Microlestes Schmidt-Gobel, 1846
- Microlestodes Baehr, 1987
- Monnea Mateu, 1970
- Negrea Mateu, 1968
- Omophagus Andrewes, 1937
- Oxoides Solier, 1849
- Paradromius Fowler, 1887
- Philorhizus Hope, 1838
- Polyaulacus Chaudoir, 1878
- Psammodromius Peyerimhoff, 1927
- Pseudomonnea Mateu, 1983
- Somalodromius Mateu, 1967
- Xanthomelina Iablokoff-Khnzorian, 1964
- Xenodromius Bates, 1891
- Zolotarevskyella Mateu, 1953